# Federico Navarro
Federico Darío Navarro (Frontera, Santa Fe; 9 de marzo de 2000) es un futbolista argentino. Juega como mediocampista en Rosario Central de la Primera División de Argentina.

## Trayectoria
Llegó al club en 2013 y fue parte de las divisiones inferiores de Talleres desde entonces.
Además, fue convocado a las selecciones juveniles de Argentina sub-15 y sub-19. Con esta última, logró el 4° puesto en los Juegos Suramericanos de 2018. Fue parte de la Selección de fútbol sub-20, dirigida por Lionel Scaloni.
Tras haber debutado en 2018 con la Reserva y luego coronarse campeón en esa temporada, firmó su primer contrato profesional con Talleres. Luego, se rumoreó que podría emigrar al Inter de Milán o al Getafe.
El 9 de febrero de 2019 debutó con el primer equipo de forma oficial, jugando los 90 minutos del partido ante Atlético Tucumán. Con el correr de los partidos fue destacándose cada vez más en el equipo y fue la figura del partido ante Estudiantes.
Tras la salida de Andrés Cubas a mediados del 2020, Navarro comenzó a ganar la titularidad, destacándose en varios partidos de la Copa de La Liga. Fue una de las figuras del triunfo ante Boca y el futbolista con más intercepciones de la fase de grupos de ese torneo. Esto llamó la atención del cuerpo técnico de la Selección Argentina, que lo empezó a seguir más de cerca.

## Clubes
| Club            | País           | Año         |
| --------------- | -------------- | ----------- |
| Talleres        | Argentina      | 2018 - 2021 |
| Chicago Fire    | Estados Unidos | 2021 - 2024 |
| Rosario Central | Argentina      | 2025 - Act. |

### Estadísticas
Actualizado al 26 de julio del 2025.
| Club | Div.          | Temporada     | Liga  | Liga  | Liga   | Copas Nacionales (1) | Copas Nacionales (1) | Copas Nacionales (1) | Copas Internacionales (2) | Copas Internacionales (2) | Copas Internacionales (2) | Total | Total | Total  |
| Club | Div.          | Temporada     | Part. | Goles | Asist. | Part.                | Goles                | Asist.               | Part.                     | Goles                     | Asist.                    | Part. | Goles | Asist. |
| --- | ------------- | ------------- | ----- | ----- | ------ | -------------------- | -------------------- | -------------------- | ------------------------- | ------------------------- | ------------------------- | ----- | ----- | ------ |
| Talleres Argentina | 1.ª           | 2018-19       | 7     | 0     | 0      | 2                    | 0                    | 0                    | -                         | -                         | -                         | 9     | 0     | 0      |
| Talleres Argentina | 1.ª           | 2019-20       | 10    | 0     | 0      | 1                    | 0                    | 0                    | -                         | -                         | -                         | 11    | 0     | 0      |
| Talleres Argentina | 1.ª           | 2020-21       | -     | -     | -      | 13                   | 0                    | 0                    | -                         | -                         | -                         | 13    | 0     | 0      |
| Talleres Argentina | 1.ª           | 2021          | 4     | 0     | 0      | 11                   | 0                    | 0                    | 2                         | 0                         | 0                         | 17    | 0     | 0      |
| Talleres Argentina | Total club    | Total club    | 21    | 0     | 0      | 27                   | 0                    | 0                    | 2                         | 0                         | 0                         | 50    | 0     | 0      |
| Chicago Fire Estados Unidos | 1.ª           | 2021          | 12    | 1     | 0      | -                    | -                    | -                    | -                         | -                         | -                         | 12    | 1     | 0      |
| Chicago Fire Estados Unidos | 1.ª           | 2022          | 30    | 2     | 2      | 1                    | 0                    | 0                    | -                         | -                         | -                         | 31    | 2     | 2      |
| Chicago Fire Estados Unidos | 1.ª           | 2023          | 16    | 0     | 0      | 4                    | 0                    | 0                    | 1                         | 0                         | 0                         | 21    | 0     | 0      |
| Chicago Fire Estados Unidos | 1.ª           | 2024          | 16    | 0     | 1      | -                    | -                    | -                    | 1                         | 0                         | 0                         | 17    | 0     | 1      |
| Chicago Fire Estados Unidos | Total club    | Total club    | 74    | 3     | 3      | 5                    | 0                    | 0                    | 2                         | 0                         | 0                         | 81    | 3     | 3      |
| Rosario Central Argentina | 1.ª           | 2025          | 17    | 0     | 0      | 2                    | 0                    | 0                    | -                         | -                         | -                         | 19    | 0     | 0      |
| Rosario Central Argentina | Total club    | Total club    | 17    | 0     | 0      | 2                    | 0                    | 0                    | 0                         | 0                         | 0                         | 19    | 0     | 0      |
| Total carrera | Total carrera | Total carrera | 112   | 3     | 3      | 34                   | 0                    | 0                    | 4                         | 0                         | 0                         | 150   | 3     | 3      |
| (1) Incluye Copa de la Superliga, Copa Argentina, Copa de la Liga Profesional y U.S. Open Cup. (2) Incluye Copa Sudamericana y Leagues Cup. |               |               |       |       |        |                      |                      |                      |                           |                           |                           |       |       |        |